# Dhatrichia cinyra
Dhatrichia cinyra är en nattsländeart som beskrevs av Wells och Andersen 1995. Dhatrichia cinyra ingår i släktet Dhatrichia och familjen smånattsländor. Inga underarter finns listade i Catalogue of Life.